# John Cameron (évêque canadien)
Pour les articles homonymes, voir John Cameron et Cameron.
John Cameron (16 février 1827-6 avril 1910) est un prélat canadien de l'Église catholique. De 1877 à son décès, il est évêque du diocèse d'Antigonish.

## Biographie
Le 11 mars 1870, il est nommé évêque coadjuteur d'Arichat et évêque titulaire de Titiopolis (de) et est consacré le 22 mai de la même année par Paul Cullen avec comme co-consécrateurs John Sweeny (en) et Bernardino Trionfetti (de)

## Succession apostolique
John Cameron a ordonné les évêques suivants :
- Archevêque Ronald MacDonald (1881)
- Archevêque Neil McNeil (1895)